# Sitio arqueológico de Durupinar

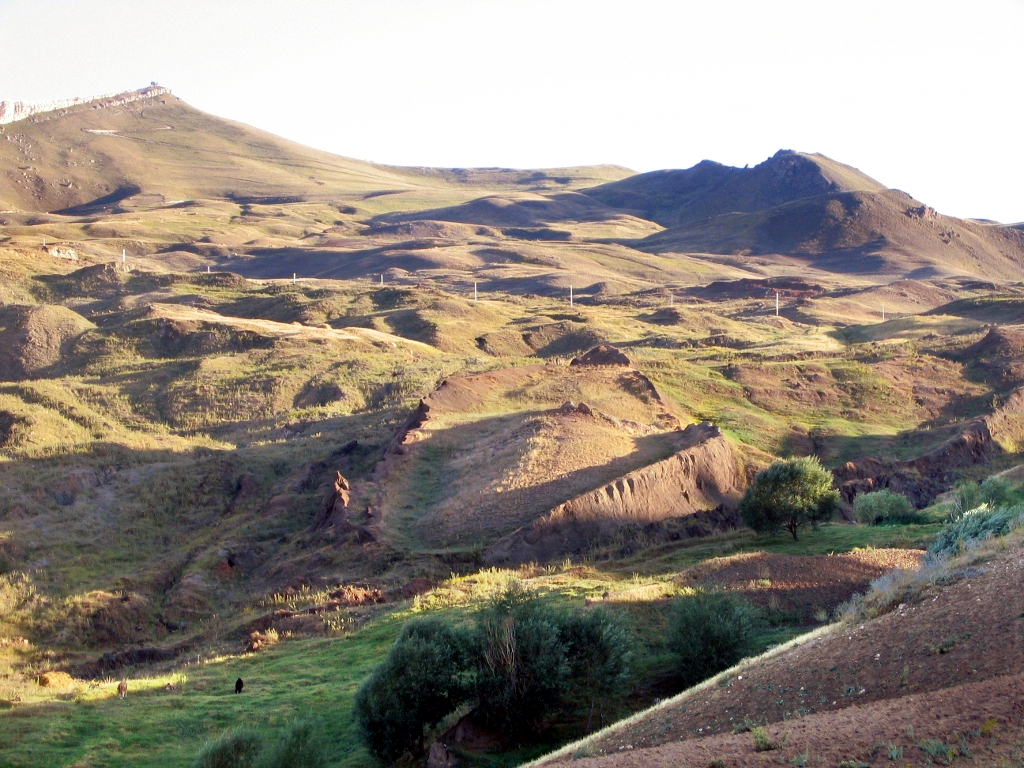
Sitio arqueológico Durupinar (2007).

El sitio arqueológico Durupınar es una gran estructura ubicada en el Monte Tendürek al este de Turquía, tres kilómetros al norte de la frontera iraní y a 16 kilómetros al Sureste de Doğubeyazıt, en la provincia de Ağrı, y a 29 kilómetros al sur de la cumbre del Monte Ararat, a una altitud de entre 1.966 y 2004 metros sobre el nivel del mar.
El tamaño y la forma de barco de la estructura ha llevado a algunos a afirmar que se trata del Arca de Noé; sin embargo, tanto los arqueólogos profesionales como la mayoría de los creacionistas afirman que sólo se trata de una formación natural.
Los montes que rodean el lugar no tienen nombres oficiales, sin embargo los habitantes se refieren a la cumbre más cercana como Monte Judi (en turco: Cudi Dağı, Kurdish Çîyaye Cûdî), el mismo nombre que El Corán le da al monte donde reposó el Arca de Noé después del diluvio Muchos eruditos creen que el monte Judi del Corán es otra montaña ubicada cerca de la frontera turco iraní.

## Descubrimiento y exploración
Según reportes locales, las lluvias intensas y tres terremotos habrían removido el lodo que rodeaba la formación dejándola expuesta en mayo de 1948. El sitio fue descubierto en octubre de 1959 por el capitán del Ejército Turco İlhan Durupınar (en honor de quien se le dio el nombre al sitio) mientras analizaba una fotografía aérea como parte de una misión de mapeo para la OTAN. Durupinar informó al gobierno turco de su descubrimiento y un grupo de la Archeological Research Foundation (Fundación para la Investigación Arqueológica) que incluía a George E. Vandeman, İlhan Durupınar y Arthur Brandenberger, inspeccionó el sitio en septiembre de 1960. Después de dos días excavando dentro de la formación con forma de barco los miembros de la expedición sólo encontraron tierra y rocas. La declaración oficial de la expedición afirmó que "no hay restos arqueológicos visibles" y que la formación fue producto de "un fenómeno natural y no fue hecho por el hombre".
El sitio fue ignorado hasta 1977, cuando fue redescubierto y promocionado por el arqueólogo autodidacta y explorador aficionado Ron Wyatt. En la década de los ochenta Wyatt trató de que otras personas se interesaran en el sitio, incluyendo al cazador del arca y exastronauta James Irwin y al creacionista John D. Morris, ninguno de los cuales llegó a convencerse de que la formación fuese el Arca de Noé.
En 1985, Wyatt se unió a David Fasold y al geofísico John Baumgardner para la expedición que posteriormente fue narrada en el libro El Arca de Noé, escrito por Fasold. Tan pronto Fasold vio el sitio exclamó que eran los restos de un naufragio. Fasold llevó consigo lo que para ese tiempo era un moderno equipo de radar para la exploración de suelos y un dispositivo llamado "generador de frecuencia", que configuró en la longitud de onda del hierro para buscar restos de hierro dentro de la formación (usando una tecnología que posteriormente sus detractores compararon con la "radiestesia").
Según el reporte entregado por la expedición al gobierno turco, el radar de exploración de suelos habría identificado una estructura interna regular. La estructura midió 164 metros, cerca de los 300 codos (157 metros) que la Biblia señala que medía el arca de Noé, si se usa como referencia el codo del Antiguo Egipto (0,52 metros). Fasold estaba convencido de que habían encontrado los restos fosilizados de la cubierta superior del arca y de que la subestructura original, fabricada de cañas, había desaparecido. En el pueblo cercano de Kazan (posteriormente llamado Arzap) la expedición estudió una piedras que el equipo identificó como "anclas de piedra" que, según creían, habían estado originalmente unidas al arca.
En la década de los noventa, después de varias expediciones al sitio de Durupinar en las que se realizaron perforaciones y excavaciones, Fasold comenzó a dudar de que la formación fuese realmente el arca de Noé. En septiembre de 1994, Fasold visitó el lugar junto al geólogo australiano Ian Plimer y concluyó que la estructura no era un barco hecho por el hombre aunque conjeturaron que en la antigüedad la gente si había creído erróneamente que la formación era un arca.
En 1996 Fasold escribió un artículo, en conjunto con el geólogo Lorence G. Collins, titulado "Bogus Noah's Ark from Turkey Exposed as a Common Geologic Structure" en el cual concluía que la formación en forma de barco era una curiosa elevación de lodo que sólo aparentaba la forma de un barco.
Los compañeros de Fasold en la búsqueda del arca, Don Patten y David Allen Deal, señalaron que, antes de morir, Fasold había vuelto a creer que el sitio Durupinar era en realidad el arca de Noé. Su amigo y biógrafo australiano June Dawes escribió:

[Fasold] sostuvo repetidamente que, no importa lo que dijeran los expertos, había demasiado acerca del sitio como para que fuese descartado. [Fasold] siguió estando convencido de que eran los restos fosilizados del arca de Noé

## Las Anclas de piedra de Arzap

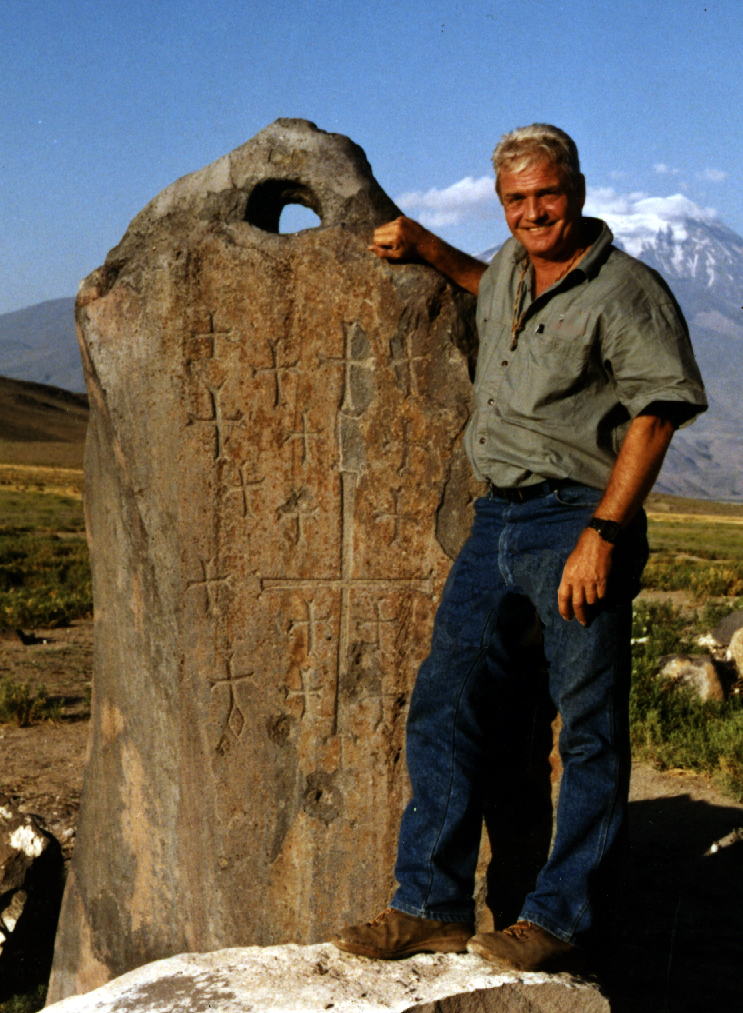
De - David Fasold, un promotor del sitio arqueológico Durupınar, de pie junto a un ancla de piedra (se cree que las cruces fueron dibujadas en épocas posteriores).

Las anclas de piedra de Arzap son unas piedras alargadas, puestas de pie a modo de monolitos, encontradas cerca del sitio arqueológico de Durupinar por el arqueólogo aficionado Ron Wyatt con la ayuda, entre otros, de David Fasold. Fasold llegó a la conclusión de que las piedras eran anclas o pesas usadas para estabilizar el arca mientras estaba en el mar, señalando que las piedras tenían un agujero en la parte superior por donde era posible pasar una cuerda, y que la existencia de este tipo de piedras era sugerida en la Epopeya de Gilgamesh, la mitología babilónica del diluvio.
Las anclas de piedra eran típicas de las embarcaciones antiguas. Han sido encontradas en el Nilo y en el área del mediterráneo, y son similares a las piedras encontradas por Wyatt y Fasold. Son muy pesadas y planas con un agujero cerca de un extremo para pasar una cuerda. Su propósito era crear un contrapeso en el agua. La piedra atada a un extremo de la embarcación la hacía girar en medio de la corriente de modo que ese extremo quedara apuntando a las olas y al viento.
El geólogo Lorence G. Collins publicó una investigación geológica de las muestras de las anclas de piedra en colaboración con su descubridor original David Fasold. Dicha investigación afirma que están formadas de roca del mismo sitio por lo que es improbable que hubiesen sido transportadas desde Mesopotamia, lugar donde la Biblia señala que se construyó el arca.
Por otro lado a través de la antigua Armenia se han encontrado piedras similares, las que han sido identificadas como piedras sagradas del paganismo adaptadas posteriormente para el uso de los cristianos mediante la adición de cruces y otros símbolos. Muchas de estas piedras han sido encontradas en cementerios cristianos.

### Libros
- Berlitz, Charles (1987). The Lost Ship of Noah. Nueva York: Putnam. ISBN 0399131825.
- Dawes, June (2000). Noah's Ark: Adrift in Dark Waters. Belrose, NSW: Noahide. ISBN 0646402285.
- Deal, David Allen (2005). Noah's Ark: The Evidence. Muscogee, OK: Artisan. ISBN 0933677022.
- Fasold, David (1988). The Ark of Noah. Nueva York: Wynwood. ISBN 0922066108. (requiere registro).
- Nissen, Henri (2005). Noah's Ark Uncovered: An Expedition into the Ancient Past. City: Scandinavia Publishing House. ISBN 8772478136.
- Sellier, Charles; David Balsiger (1995). The Incredible Discovery of Noah's Ark. Nueva York: Dell. ISBN 0440217997.
- Wilson, Ian (2002). Before the Flood. Nueva York: St. Martin's Press. ISBN 0312304005.
- Wyatt, Ron (1989). Discovered: Noah's Ark!. Nashville: World Bible Society. ISBN 0942521439.

### Artículos
- Finkel, Elizabeth (6 de junio de 1997). «Ark Claim Survives Court Fight». Science 276 (5318): 1493. PMID 9190684. doi:10.1126/science.276.5318.1493a.
- Finkel, Elizabeth (18 de abril de 1997). «Creationism Suit: Australian Geologist Battles 'Ark' Claim». Science 276 (5311): 348. doi:10.1126/science.276.5311.348.
- «Noah battles Darwin in Australian courtroom» (Uso incorrecto de la plantilla enlace roto (enlace roto disponible en Internet Archive; véase el historial, la primera versión y la última).). Turkish Daily News. 14 de abril de 1997. (enlace roto disponible en Internet Archive; véase el http://www.turkishdailynews.com.tr/archives.php?id=2524 (enlace roto disponible en Internet Archive; véase el [//web.archive.org/web/*/http://www.turkishdailynews.com.tr/archives.php?id=2524 historial, la primera versión y la última). historial], la http://www.turkishdailynews.com.tr/archives.php?id=2524 (enlace roto disponible en Internet Archive; véase el [//web.archive.org/web/*/http://www.turkishdailynews.com.tr/archives.php?id=2524 historial, la primera versión y la última). primera versión] y la http://www.turkishdailynews.com.tr/archives.php?id=2524 (enlace roto disponible en Internet Archive; véase el [//web.archive.org/web/*/http://www.turkishdailynews.com.tr/archives.php?id=2524 historial, la primera versión y la última). última]).
- Pockley, Peter (5 de junio de 1997). «Geologist Loses 'Creationism' Challenge». Nature 387 (6633): 540. PMID 9177329. doi:10.1038/42331.
- Pockley, Peter (6 de noviembre de 1994). Australian Sun-Herald.

### Vídeos
- Griffin, G. Edward (1993). The Discovery of Noah's Ark (Documentary). Westlake Village, CA: American Media.
- Plimer, Ian, and David Fasold (1994). Crusaders for the Lost Ark (Documentary). Sydney: Australian Broadcasting Corp.
- Wyatt, Ronald E., and Mary Nell Wyatt (1994). Noah's Ark (Documentary). Nashville, TN: Wyatt Archaeological Research.

### Fotografías
- Aerial photograph
- A page containing ground level photographs - listed under "Durupınar"
- Satellite image of the formation from Google Maps

### A favor del sitio Durupınar como ubicación del Arca de Noé
- Noah Ark Discovery
- 6000years.org/Noah Ark
- The ca. 4400 year old remains of Noah's Ark
- Excerpts from The Ark of Noah
- "A Debate the Site of Noah's Ark: At Uzengili (Nisir)"  by Donald W. Patten
- NoahsArk-Naxuan.com
- Nu'hun Gemisi Archivado el 20 de octubre de 2010 en Wayback Machine.
- David Fasold - in memoriam (early 1998)

### Investigadores neutrales
- SEPDAC

### En contra del sitio Durupınar como ubicación del Arca de Noé
- Letter by Larry Collins
- Noah's Ark Search: Durupınar
- Genesis Files: Durupınar
- Has Noah's Ark Been Found
- Letter From John Baumgardner
- Special report: Amazing ‘Ark’ Exposé
- That Boat-Shaped Rock … Is it Noah’s Ark?

- Datos: Q1267546
- Multimedia: Durupınar Site / Q1267546